# Великолукская улица (Великий Новгород)
Великолу́кская улица — небольшая улица в Великом Новгороде. Находится в западной части Софийской стороны, между валом Окольного города и от железнодорожным вокзалом.
Начинается т-образным перекрёстком с улицей Белова и параллельно Октябрьской проходит до Воскресенского бульвара. Имеет перекрёсток с Локомотивной улицей.
Великолукская была образована в 1946—1947 годах. Названа по городу Великие Луки. Застроена жилыми зданиями. На левой стороне находится начальная школа Гимназии № 2 (бывшая 51-я железнодорожная школа).